# Nanango
Nanango is een plaats in de Australische deelstaat Queensland en telt 3083 inwoners (2006).

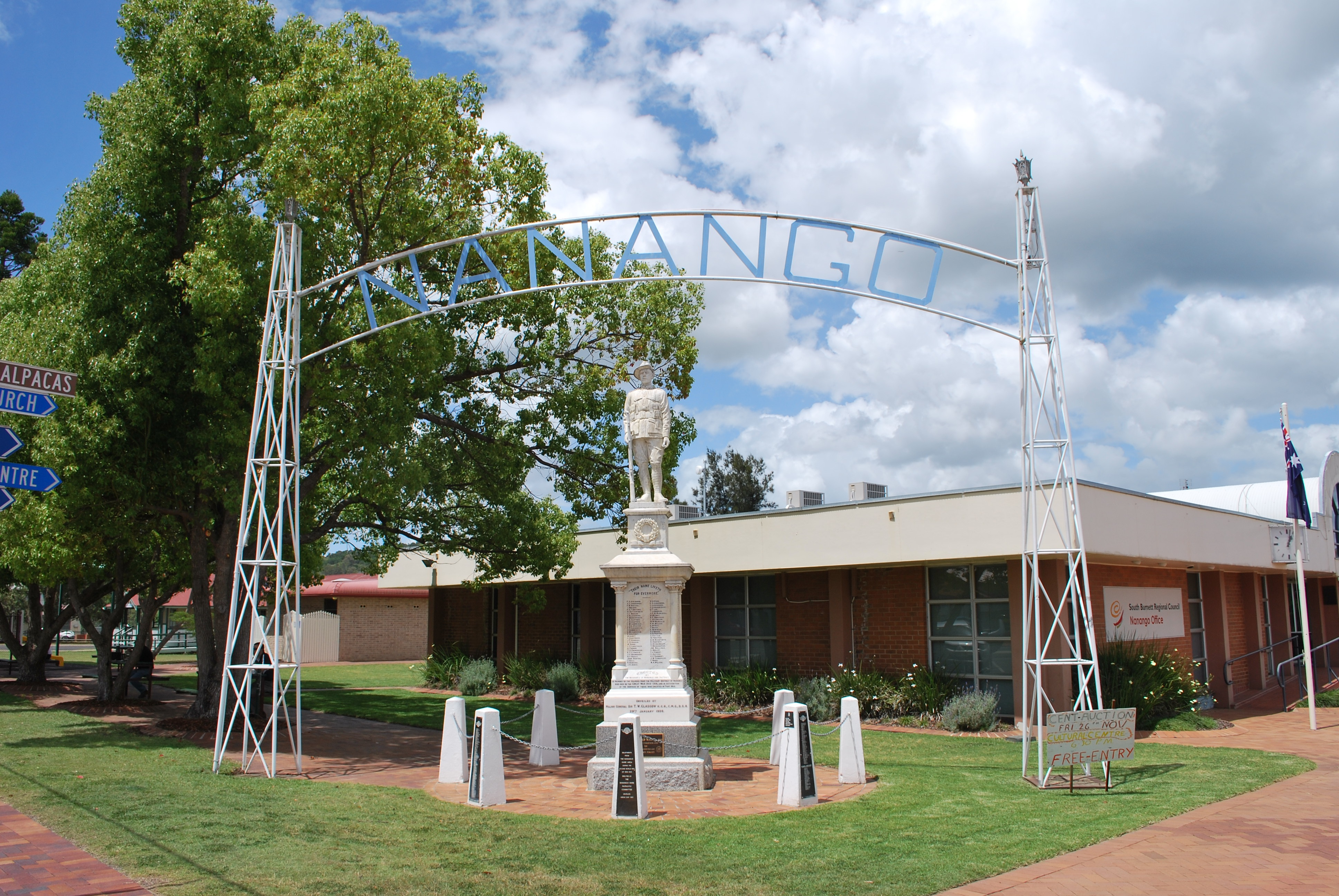
Oorlogsmonument
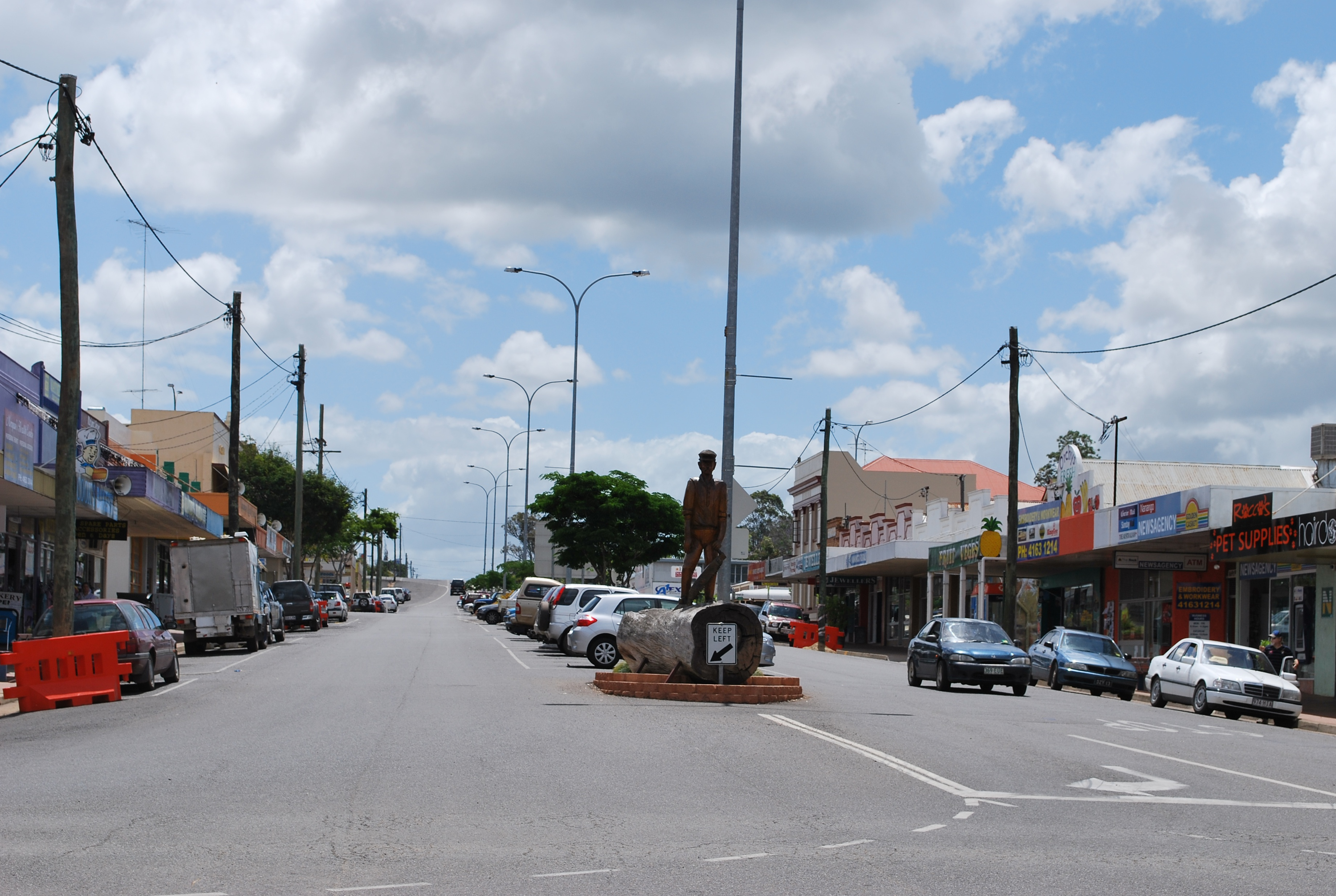
Drayton, Nanango
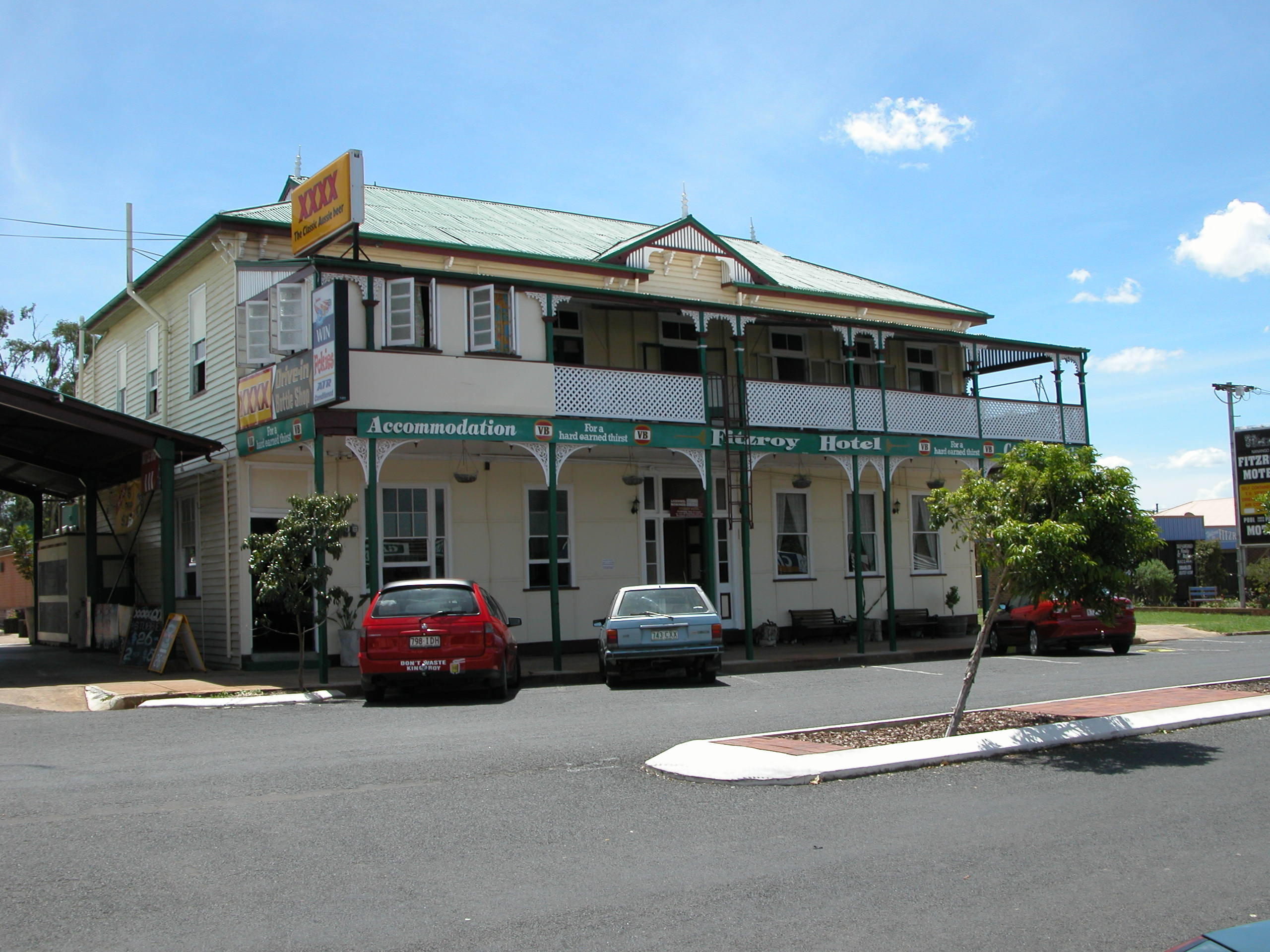
Hotel Nanango